# Beuthener SuSV 09
Beuthenener Spiel- und Sport-Verein 1909 byl německý fotbalový klub, který sídlil ve slezském městě Beuthen (dnešní Bytom ve Slezském vojvodství). Založen byl v roce 1909, zanikl v roce 1945 po polské anexi Pruského Slezska.
V dobách před událostmi druhé světové války býval jedním z elitních slezských klubů. V letech 1930–1934 se stal klub čtyřikrát v řadě mistrem Severovýchodního Německa, což mu zaručovalo místenku v konečném turnaji o celkového německého mistra. Nejdále klub došel v sezóně 1932/33, kdy se mu povedlo probojovat až do čtvrtfinále. V éře nástupu nacistického režimu přišel ústup ze slávy, který se naplno projevil po vypuknutí druhé světové války. Ta byla pro klub také v konečném součtu likvidační. Po polské anexi Slezska byly všechny německé sportovní sdružení bez výjimek zrušeny. Na základech zrušeného německého klubu byly založeny nové etnicky čisté polské kluby Polonia Bytom a Szombierki Bytom.
Za klub hrávalo mnoho úspěšných fotbalistů německého původu, např.: Richard Malik (legenda klubu a dvojnásobný německý reprezentant; zemřel v roce 1945 na východní frontě), Henri Skiba (po vysídlení ze Slezska nalezl azyl ve Francii, zde se stal v padesátých letech trojnásobným reprezentantem Francie) nebo Josef Famula (po válce úspěšným střelcem St. Pauli).

## Historické názvy
Zdroj: 
- 1909 – SV Britannia Beuthen (Sportverein Britannia Beuthen)
- 1911 – Beuthener SuSV 09 (Beuthenener Spiel- und Sport-Verein 1909)
- 1945 – zánik

## Získané trofeje
- Südostdeutsche Fußballmeisterschaft ( 4× )
  - 1929/30, 1930/31, 1931/32, 1932/33
- Gauliga Schlesien ( 2× )
  - 1933/34, 1936/37

## Umístění v jednotlivých sezonách
Stručný přehled
Zdroj: 
- 1933–1938: Gauliga Schlesien
- 1938–1939: Bezirksliga Oberschlesien
- 1939–1940: Gauliga Schlesien-Oberschlesien
- 1940–1941: Gauliga Schlesien
- 1941–1944: Gauliga Oberschlesien

Jednotlivé ročníky
Zdroj: 
Legenda: Z - zápasy, V - výhry, R - remízy, P - porážky, VG - vstřelené góly, OG - obdržené góly, +/- - rozdíl skóre, B - body, červené podbarvení - sestup, zelené podbarvení - postup, fialové podbarvení - reorganizace, změna skupiny či soutěže
| Velkoněmecká říše (1933 – 1944) |                                 |        |    |    |   |    |     |    |     |    |        |
| Sezóny                          | Liga                            | Úroveň | Z  | V  | R | P  | VG  | OG | +/- | B  | Pozice |
| 1933/34                         | Gauliga Schlesien               | 1      | 18 | 14 | 1 | 3  | 53  | 24 | +29 | 29 | 1.     |
| 1934/35                         | Gauliga Schlesien               | 1      | 18 | 10 | 3 | 5  | 57  | 32 | +25 | 23 | 3.     |
| 1935/36                         | Gauliga Schlesien               | 1      | 18 | 9  | 2 | 7  | 33  | 28 | +5  | 20 | 3.     |
| 1936/37                         | Gauliga Schlesien               | 1      | 18 | 10 | 4 | 4  | 46  | 24 | +22 | 24 | 1.     |
| 1937/38                         | Gauliga Schlesien               | 1      | 18 | 5  | 3 | 10 | 38  | 48 | -10 | 13 | 10.    |
| 1938/39                         | Bezirksliga Oberschlesien       | 2      | 22 | 20 | 1 | 1  | 103 | 19 | +84 | 41 | 1.     |
| 1939/40                         | Gauliga Schlesien-Oberschlesien | 1      | 8  | 4  | 0 | 4  | 28  | 22 | +6  | 8  | 3.     |
| 1940/41                         | Gauliga Schlesien               | 1      | 19 | 6  | 2 | 11 | 46  | 54 | -8  | 14 | 8.     |
| 1941/42                         | Gauliga Oberschlesien           | 1      | 18 | 9  | 0 | 9  | 41  | 56 | -15 | 18 | 5.     |
| 1942/43                         | Gauliga Oberschlesien           | 1      | 16 | 7  | 0 | 9  | 31  | 43 | -12 | 14 | 6.     |
| 1943/44                         | Gauliga Oberschlesien           | 1      | 18 | 6  | 1 | 11 | 30  | 56 | -26 | 13 | 9.     |